# Labview
LabVIEW (förkortning för Laboratory Virtual Instrumentation Engineering Workbench) är en plattform och en utvecklingsmiljö för ett grafiskt programmeringsspråk utvecklat av National Instruments. Syftet med LabVIEW är att programmera och automatisera olika processer och mätinstrument i en labbmiljö.